# اندیس مارن ۳۳۵۱
مارن ۳۳۵۱ یک اندیس مصالح ساختمانی است که در استان فارس قرار دارد و مادهٔ معدنی موجود در آن، مارن است.